# 上池川駅
上池川駅（かみいけがわえき）は、静岡県浜松市上池川町（現・中央区城北二丁目）にあった遠州鉄道奥山線の駅（廃駅）である。奥山線の廃線に伴い1964年（昭和39年）11月1日に廃駅となった。

## 歴史
- 1914年（大正3年）11月30日：浜松軽便鉄道元城駅 - 金指駅間開通に伴い聯隊前駅（れんたいまええき）として開業[1][2][3]。
- 1915年（大正4年）4月24日：鉄道会社名を浜松鉄道に改称。それに伴い同鉄道の駅となる[1][3]。
- 1940年（昭和15年）9月：上池川駅に改称[2][3]。
- 1947年（昭和22年）5月1日：浜松鉄道が遠州鉄道と合併。それに伴い遠州鉄道奥山線の駅となる[1][3]。
- 1964年（昭和39年）11月1日：奥山線の廃線に伴い廃止となる[1][2][3]。

## 駅構造
廃止時点で、島式ホーム1面2線を有する地上駅で、列車交換可能な交換駅であった。駅舎側（東側）が上り線、駅舎と反対側（西側）が下り線となっていた。転轍機は下り線からの方開き分岐であった。
職員配置駅となっていた。駅舎は構内の北東側に位置しホーム北側を結んだ構内踏切で連絡した。
遠鉄浜松駅 - 奥山駅（または気賀口駅）間運行の列車と、遠鉄浜松駅 - 曳馬野駅間運行の列車は当駅で列車交換を行った。

## 駅周辺
- 国道257号[7]（姫街道(本坂通)）
- 静岡大学工学部[7]

## 駅跡
1997年（平成9年）時点では、広沢駅跡附近から当駅跡附近を含む線路跡は歩行者専用道路として整備されていた。歩行者専用道路はこの先銭取駅跡附近まで、合計約3 kmに渡り続いている。2007年（平成19年）8月時点、2010年（平成22年）時点でも同様であった。

## 隣の駅
遠州鉄道
奥山線
池川駅 - 上池川駅 - 住吉駅